# Ruth Northway
Ruth Northway (nacida en 1961) es una enfermera y académica de enfermería británica especializada en problemas de aprendizaje. Es profesora de enfermería para personas con problemas de aprendizaje en la Universidad de Gales del Sur.

## Biografía
Northway, que es de Llantrisant en Mid Glamorgan, Gales, nació en 1961, y se educó en Teignmouth Grammar School. Decidió convertirse en enfermera porque «disfrutaba trabajar con personas con problemas de aprendizaje y esta era la mejor manera en que [ella] podía hacerlo», y posteriormente pasó algún tiempo como enfermera de problemas de aprendizaje. En 1989, comenzó a estudiar enfermería. En 1994, se graduó de la Universidad de Gales en Newport, con una Maestría en Ciencias en economía, y comenzó a trabajar en la Escuela de Medicina de la Universidad de Gales (UWCM) como profesora. En 1998, obtuvo un doctorado de la Universidad de Brístol, con su tesis «La opresión en la vida de las personas con dificultades de aprendizaje: un estudio participativo».
En 1999, Northway se mudó de la Escuela de Enfermería de UWCM a la Universidad de Glamorgan, que luego se fusionaría con la Universidad de Gales del Sur (USW) en 2013. Como parte del personal académico de la USW, se convirtió en la primera profesora de Enfermería de Discapacidades del Aprendizaje del Reino Unido, y en 2002, se convirtió en la líder de la Unidad para el Desarrollo de Discapacidades Intelectuales y del Desarrollo de la universidad.
Como académico, Northway se especializa en problemas de aprendizaje, investigación de acción participativa y salvaguardia. Sus logros académicos en enfermería para personas con discapacidades de aprendizaje incluyen el desarrollo de foros en Internet y la enseñanza de clases de educación superior en el campo. En 2013, ella y Robert Jenkins publicaron Safeguarding Adults in Nursing Practice. Northway también ocupó una cátedra visitante en la Escuela de Enfermería de la Universidad de Ulster.
Northway es miembro del comité editorial de Journal of Intellectual Disabilities, y anteriormente fue editor en jefe de la revista de 2013 a 2019. De 2003 a 2007, fue editora de Learning Disability Practice. En 2011, se convirtió en presidenta del Royal College of Nursing Research Society.
Northway también ha dirigido el Grupo Asesor Ministerial sobre Discapacidades de Aprendizaje dentro del Gobierno de Gales. Fue fideicomisaria de Tenovus Cancer Care de 2011 a 2015.
Northway fue elegida miembro del Real Colegio de Enfermería en 2003, convirtiéndose en la segunda enfermera de discapacidad de aprendizaje elegida, «por sus destacadas contribuciones a la investigación en el campo de la enfermería de discapacidad de aprendizaje». Se convirtió en miembro principal de la Academia de Educación Superior en 2015. Northway fue nombrada Oficial de la Orden del Imperio Británico en los Honores de cumpleaños de 2016 por sus servicios de enfermería para personas con discapacidades de aprendizaje. Northway ganó el Premio a la Trayectoria de los Directores de Enfermería 2018 de Nursing Times. Northway fue elegido miembro de la Sociedad Científica de Gales en 2021.